# Épisodes de La Croisière
Cet article représente le guide des épisodes de la série télévisée française La Croisière.

## Distribution

### Acteurs principaux
- Christophe Malavoy : Le Commandant
- Lola Dewaere : Marie-Lou, directrice des loisirs
- Anne-Elisabeth Blateau : Le Commandant Burgeot
- Yann Sundberg : Charlie, barman
- Edouard Montoute : Santiago, chef de la sécurité
- Alexis Loret : Père Kevin
- Marc Andreoni : Berthier

### Acteurs secondaires
- Sylvie Laguna : la mère de la mariée
- Jean-François Garreaud : le père de la mariée
- Mathieu Delarive : Nicolas Guilhem
- Stéphan Guérin-Tillié
- Marianne James
- François Toumarkine
- Jean-Louis Barcelona
- Nicole Calfan
- Mathilda May
- Philippe Lavil
- Roland Marchisio
- Chloé Lambert
- Thomas Chabrol
- Hélène de Saint-Père
- Jean-Francois Gallotte
- Lucie Jeanne
- Nathalie Corré
- Antoine Khorsand

## Épisodes

### Vive la mariée (Pilote)
- France : 11 mars 2013

### Famille je vous aime
- France : 11 mars 2013

### Les Bons Parents
- France : 18 mars 2013

### La Guerre des classes
- France : 18 mars 2013

### Révélation
- France : 25 mars 2013

- Thomas Silberstein
- Roland Marchisio

### Saint-Valentin
- France : 25 mars 2013